# Joseph Klinke
Joseph Klinke (* 21. Oktober 1861 in Wygoda, Kreis Wreschen; † 1932) war ein der deutschen Minderheit angehörender polnischer Geistlicher und Politiker.

## Leben
Klinke besuchte die Volksschule und das Progymnasium in Kempen im Kreis Posen, später in Gnesen. Anschließend studierte er Philosophie und leistete seinen Militärdienst ab. Nach einer Tätigkeit als Hauslehrer bei einer polnischen Adelsfamilie trat er in das Posener Priesterseminar ein. 1894 wurde er zum Priester geweiht. Er war zweiter Präbendar an der Franziskanerkirche in Posen und Religionslehrer am Friedrich-Wilhelm-Gymnasium. 1905 wurde er zum Domherrn von Posen ernannt. Den Ersten Weltkrieg machte Klinke als Divisionspfarrer der 49. Reserve-Division mit. 
Ab 1919 war Klinke für die Zentrumspartei aktiv. Er wurde 1924 in den polnischen Sejm gewählt, wo er dem Vorstand der Deutschen Fraktion angehörte. Bei der Wahl 1928 durfte er aufgrund eines Verbotes seines Dienstherrn, des Bischofs, nicht wieder antreten.